# 桜まつり20万人の広場
桜まつり20万人の広場（さくらまつり20まんにんのひろば）は、岐阜県各務原市で開催される春のイベント（桜祭り）。
単に「桜まつり」とも称するが、祭りの正式な名称は「桜まつり」であり、メインイベントの名称が「20万人の広場」である。

## 概要
- 『日本さくら名所100選』・『飛騨・美濃さくら三十三選』に選定されている新境川堤の桜（百十郎桜）を中心に、隣接の各務原市民公園で行われる。
- 1977年（昭和52年）より開催。初回の開催期間は4月1日から10日であった[1]。2025年（令和7年）で第49回を数える[2][3]。
- 祭り期間中は夜間、桜がライトアップされる。
- 市民公園では、「ミスかかみがはら」の発表会（隔年）、ステージイベント、桜まつり横丁（特産品販売・バザー）、茶会、フォトコンテストなどが行われる[4][3]。また、新境川流域や学びの森、各務原市那加福祉センター、各務原市産業文化センターなど、周辺においても出店やイベントが多数行われる[5]。
- 周辺に駐車場が少ないため、各務原市立那加第二小学校、各務原市立那加中学校の運動場などが有料駐車場として使用される。

## 期間
- 3月下旬～4月上旬
  - メインイベントの「20万人の広場」は、月第1土・日曜日に行われる。

## 開催場所
- 新境川堤（那加橋から新那加橋付近[6])
- 市民公園
- 学びの森

## その他
- 2020年（令和2年）の第44回は新型コロナウイルス感染症による緊急事態宣言及びまん延防止等重点措置により開催中止となった[7]。2021年（令和3年）の第45回は規模を縮小し、市民公園内のみの開催となった[8]。

## 交通機関
- 名鉄各務原線市民公園前駅下車すぐ。
- JR高山本線那加駅下車、徒歩7分